# Emil Liljegren
Johan Emil Liljegren, J.E. Liljegren, född 25 augusti 1895 i Hyllie församling, Malmöhus län, död i juli 1957 i Malmö, var en svensk byggmästare.
Liljegren, som var son till byggmästare Johan P. Liljegren och Emma Jönsson, avlade examen vid tekniska elementarskolan i Malmö 1915. Han var därefter anställd vid AB Armerad Betong till 1920 och grundlade sedan ett eget byggnadsföretag, som han kraftigt upparbetade. Han blev 1944 verkställande direktör i det då bildade Byggnadsingenjör J.E. Liljegren AB i Malmö. Han uppförde ett stort antal byggnader för statliga, kommunala och privata uppdragsgivare. Han anlitades också för restaurering av slott och kyrkor. Han var styrelseledamot i Svenska Byggnadsindustriförbundet och ordförande i dess södra krets och i Malmö byggmästareförening. Vidare var han ordförande i Svenska Byggnadsentreprenörföreningen och tillhörde styrelsen för Malmö Byggmästares Maskin AB och Skånsk Byggtjänst. Han var också medlem av Statens nämnd för byggnadsforskning. Han är gravsatt på S:t Pauli norra kyrkogård  i Malmö.